# Montoro (Spanje)
Montoro is een gemeente in de Spaanse provincie Córdoba in de regio Andalusië met een oppervlakte van 586 km². Montoro telt 9.635 inwoners (1 januari 2016).

## Demografische ontwikkeling
Bron: INE; 1857-2011: volkstellingen
Opm.: In 1930 werd Cardeña een zelfstandige gemeente